# Dmitri Zorine
Pour les articles homonymes, voir Zorine.
Dmitri Ivanovitch Zorine (Дмитрий Иванович Зорин), né le 5/18 août 1905 au village de Kouzmenovskaïa (dans l'actuel oblast de Samara) et mort le 25 novembre 1967 à Moscou, est un écrivain, dramaturge et journaliste russe et soviétique du réalisme socialiste soviétique.

## Biographie
Zorine travaille dans des entreprises collectives agricoles, puis fait des études de droit et devient journaliste. Sa première pièce de théâtre, La Famille du commissaire («Семья комиссара»), est montée au théâtre de Slavgorod en 1936. Il est l'auteur de romans: La Fracture («Перелом», 1931, description de la lutte des classes et les effets tragiques de la collectivisation dans les steppes d'Elan de l'actuel oblast de Volgograd) et Terre russe («Русская земля», 1966). Dans Terre russe, Zorine décrit la tragédie d'un chef d'une commune agricole à l'époque de la collectivisation des terres au sortir de la Guerre civile russe, Fedotov, héros honoré de la révolution, mais perdu dans le piège des idées égalitaires, et de Marfa, qui voyait en Fedotov sa « part d'homme ». L'auteur révèle dans ce roman la chute de personnes enfermées dans un cercle familier d'idées subjectives sur l'avenir. Le couple romantique Sergueï et Natacha, à l'inverse représente l'avenir.
Il est l'auteur également de pièces de théâtre qui ne sont plus jouées aujourd'hui à cause de leur orientation idéologique dépassée: Le Retour de Tarass («Возвращение Тараса», 1948), Portrait d'une jeune fille («Портрет девушки», 1960), La Source éternelle («Вечный источник», 1956, à propos des dernières années de Lénine) et Tonnerre printanier («Весенний гром», 1961), Les Amis et les années ( «Друзья и годы», avec Vladimir Ehrenberg). Ses pièces, La Source éternelle et Tonnerre printanier consistent en une dialogie consacrée à la vie paysanne. Il a écrit aussi des récits et des essais.
Sa pièce La Source éternelle a été jouée pour la première fois au Théâtre dramatique Volkov de Iaroslavl en 1956. En 1957, elle a été jouée au Théâtre Maly de Moscou d'après une mise en scène de Boris Babotchkine. Tonnerre printanier a été joué dans ce même théâtre en 1961 avec Elena Chatrova dans le rôle de Vassilissa.